# Primo Carnera Editore
La Primo Carnera Editore è stata una casa editrice di fumetto, arti, letteratura, opinione, reportages tra il 1978 e il 1996.

## Storia
Primo Carnera Editore fu fondata nel 1978 da Filippo Scozzari e Vincenzo Sparagna.
Scopo della fondazione era proseguire l'esperienza della rivista a fumetti Cannibale, pubblicata irregolarmente come costola della rivista Il Male dal 1977 sotto la direzione di Vincino ma poi da lui abbandonata per motivi di bilancio. La Primo Carnera raccoglie la squadra di autori di Cannibale (Filippo Scozzari, Tanino Liberatore, Andrea Pazienza, Stefano Tamburini, Massimo Mattioli) e vi associa Vincenzo Sparagna, a sua volta proveniente dall'ambito de Il Male.
Il nome è un tenero e sarcastico omaggio al pugile Primo Carnera, icona dell'Italia fascista.
La testata che nel 1980 la Primo Carnera manda nelle edicole è il mensile Frigidaire. Ad essa si aggiungono negli anni esperimenti più o meno duraturi come le riviste Frizzèr, Tempi Supplementari, Vomito (magazine di letteratura). Ultima pubblicazione della Primo Carnera Editore fu, tra il 1995 e il 1996, la prima serie della rivista Il Nuovo Male.

## Elenco pubblicazioni
- Cannibale n.1-2 nuova serie (giugno - agosto 1979)
- Frigidaire, n.1-177/178 (novembre 1980 - ottobre 1995; 132 volumi)
- Frizzer, n.1-13 (marzo 1985 - marzo 1986; 9 volumi)
- Tempi Supplementari, n.0-12 (luglio 1985 - settembre 1986; 10 volumi)
- Vomito trimestrale di subletteratura, n.1-4 (dicembre 1985 - marzo 1987)
- Lunedì della Repubblica, n.1-24/25/26/27 (febbraio 1990 - estate 1991; 24 volumi)
- Tempi Supplementari, n.1-7 (ottobre 1991 - novembre 1992)
- Il Nuovo Male n. 1-12 (ottobre 1995 - marzo 1996; 6 volumi)
- Albi Storici e Grandi Albi (1981-1994; 29 volumi)